# Kuurne–Brusel–Kuurne 2023
75. ročník jednodenního cyklistického závodu Kuurne–Brusel–Kuurne se konal 26. února 2023 v Belgii. Vítězem se stal Belgičan Tiesj Benoot z týmu Team Jumbo–Visma. Na druhém a třetím místě se umístili Belgičan Nathan Van Hooydonck (Team Jumbo–Visma) a Slovinec Matej Mohorič (Team Bahrain Victorious). Závod byl součástí UCI ProSeries 2023 na úrovni 1.Pro.

## Týmy
Závodu se zúčastnilo 17 z 18 UCI WorldTeamů a 8 UCI ProTeamů. Každý tým přijel se sedmi závodníky kromě týmů Astana Qazaqstan Team a UAE Team Emirates s šesti jezdci a týmu Ineos Grenadiers s pěti jezdci. Na start se tak postavilo 171 jezdců. Do cíle v Kuurne dojelo 96 z nich.
UCI WorldTeamy
- AG2R Citroën Team
- Alpecin–Deceuninck
- Arkéa–Samsic
- Astana Qazaqstan Team
- Bora–Hansgrohe
- Cofidis
- Groupama–FDJ
- Ineos Grenadiers
- Intermarché–Circus–Wanty
- Movistar Team
- Soudal–Quick-Step
- Team Bahrain Victorious
- Team DSM
- Team Jayco–AlUla
- Team Jumbo–Visma
- Trek–Segafredo
- UAE Team Emirates

UCI ProTeamy
- Bingoal WB
- Human Powered Health
- Israel–Premier Tech
- Lotto–Dstny
- Q36.5 Pro Cycling Team
- Team Flanders–Baloise
- Team TotalEnergies
- Uno-X Pro Cycling Team

## Výsledky
| Pořadí | Jezdec                     | Tým                      | Čas        |
| ------ | -------------------------- | ------------------------ | ---------- |
| 1      | Tiesj Benoot (BEL)         | Team Jumbo–Visma         | 4h 32' 25" |
| 2      | Nathan Van Hooydonck (BEL) | Team Jumbo–Visma         | + 1"       |
| 3      | Matej Mohorič (SLO)        | Team Bahrain Victorious  | + 1"       |
| 4      | Taco van der Hoorn (NED)   | Intermarché–Circus–Wanty | + 1"       |
| 5      | Tim Wellens (BEL)          | UAE Team Emirates        | + 1"       |
| 6      | Christophe Laporte (FRA)   | Team Jumbo–Visma         | + 43"      |
| 7      | Arnaud De Lie (BEL)        | Lotto–Dstny              | + 43"      |
| 8      | Jordi Meeus (BEL)          | Bora–Hansgrohe           | + 43"      |
| 9      | Fabio Jakobsen (NED)       | Soudal–Quick-Step        | + 43"      |
| 10     | Jasper Stuyven (BEL)       | Trek–Segafredo           | + 43"      |